# Saint-Étienne-Lardeyrol
Saint-Étienne-Lardeyrol (okzitanisch: Sant Estève) ist eine französische Gemeinde mit 750 Einwohnern (Stand: 1. Januar 2022) im Département Haute-Loire in der Region Auvergne-Rhône-Alpes; sie gehört zum Arrondissement Le Puy-en-Velay und zum Kanton Emblavez-et-Meygal. Die Einwohner werden Stéphanois genannt.

## Geographie
Saint-Étienne-Lardeyrol liegt in der Landschaft Velay.

### Nachbargemeinden
Umgeben wird Saint-Étienne-Lardeyrol von den Nachbargemeinden Rosières im Norden, Le Pertuis im Nordosten, Saint-Hostien im Osten, Saint-Pierre-Eynac im Süden und Südosten, Blavozy im Südwesten sowie Malrevers im Westen und Nordwesten.

## Bevölkerungsentwicklung
| Jahr                       | 1962 | 1968 | 1975 | 1982 | 1990 | 1999 | 2006 | 2017 |
| Einwohner                  | 902  | 892  | 981  | 1244 | 1468 | 1597 | 1775 | 759  |
| Quellen: Cassini und INSEE |      |      |      |      |      |      |      |      |

## Sehenswürdigkeiten
- Kirche Saint-Étienne, seit 1907 Monument historique

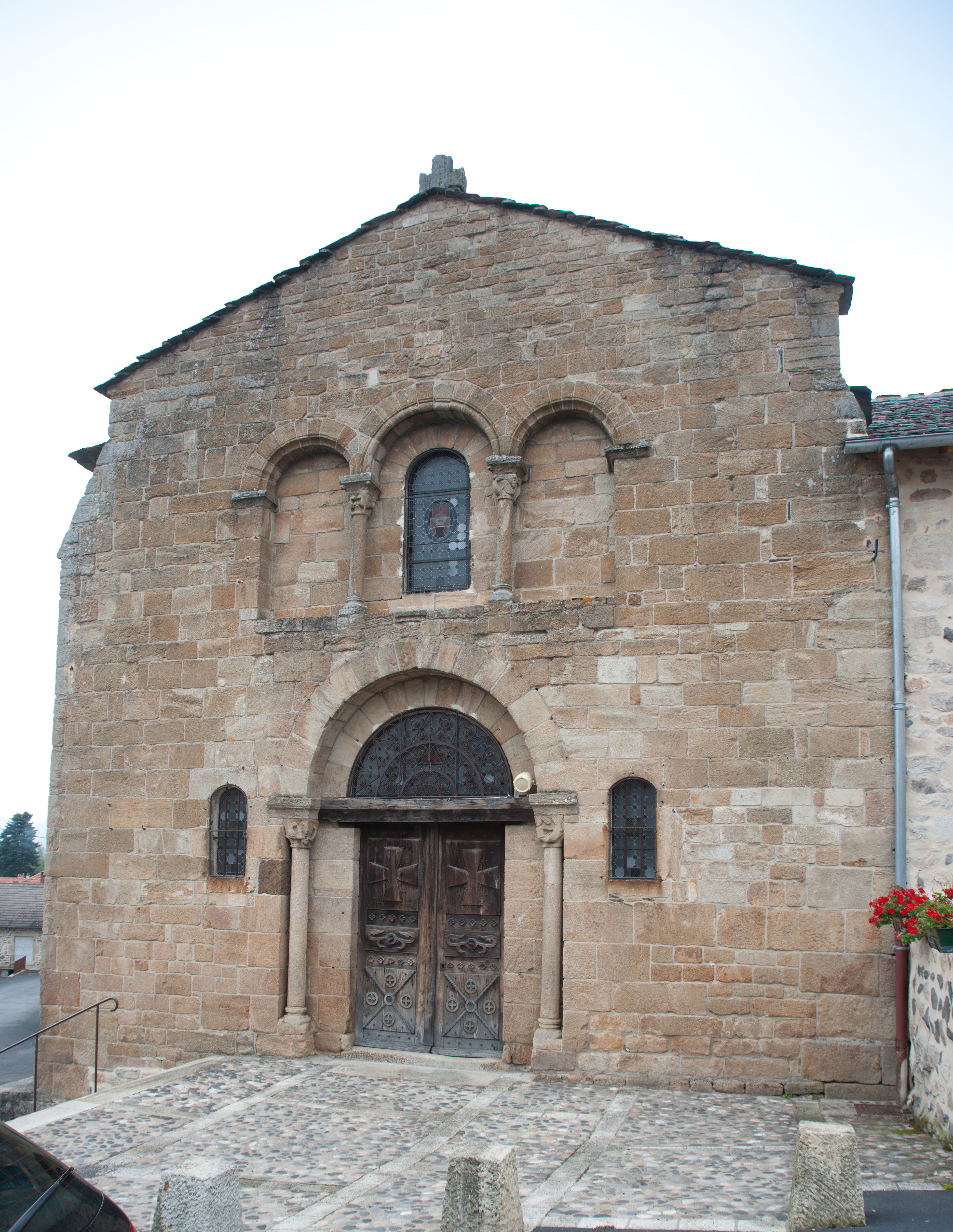
Kirche Saint-Étienne